# Mohamed Nazir Datoek Pamontjak
Mohamed Nazir Datoek Pamontjak (Solok (Nederlands-Indië), 10 april 1897 - Manilla (Filipijnen), 10 juli 1966) was een Nederlands politicus.
Pamontjak was een Indonesische nationalist. Hij studeerde van 1920 tot 1940 in Leiden rechten en was voorzitter van de studentenvereniging Perhimpoenan Indonesia. Hij stond als student samen met onder anderen Mohammed Hatta in 1928 terecht vanwege opruiing, maar werd vrijgesproken. Hij werkte in Leiden aan de universiteit en was actief in het verzet. Na de Tweede Wereldoorlog was hij lid van de Eerste Kamer van het nood-parlement. Later werd hij diplomaat van de Republik Indonesia, onder meer als ambassadeur in Parijs en Manilla.
- Biografisch Portaal: 54747675
- Parlement.com: vg09ll44wrzg